# Ribeiroia marini
Ribeiroia marini är en plattmaskart. Ribeiroia marini ingår i släktet Ribeiroia och familjen Psilostomatidae. Inga underarter finns listade i Catalogue of Life.